# 御盆

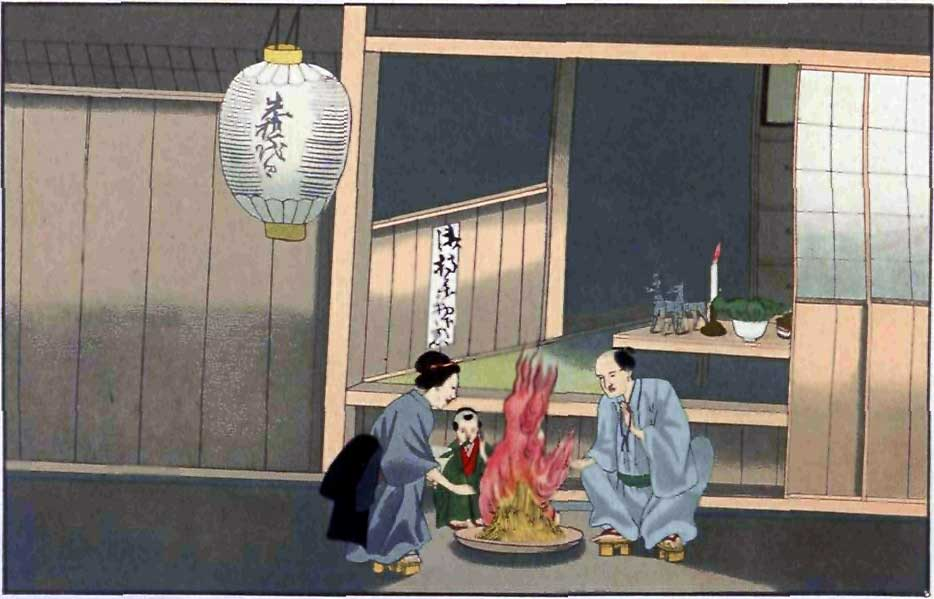
幕末期的盂蘭盆節，《日本的禮儀與習慣概略》，1867年出版

御盆（日语：／ Obon）是日本的傳統節日，即當地的中元節與盂蘭盆節。日本在飞鸟时代由隋唐传入佛教的盂蘭盆節，後來與當地民俗的祖先崇拜結合，具有獨特的慶祝方式。
明治維新前，日本人在農曆七月十三至十六日進行，明治維新後，部份地區改為公曆7月13至16日，也有些地區改為8月13至16日，接近舊曆的日子。
日本人对盂兰盆节很重视，现已成为仅次于元旦的重要节日，企业、公司一般都会放假一週左右，称为「盆休」（お盆休み），很多出门在外工作的日本人都选择利用这个假期返乡团聚祭祖，此时是長途交通的尖峰時期，東京、大阪等大都市街道多显冷清，類似漢字文化圈的清明節。1985年8月12日日本航空123號班機墜毀時正值盂蘭盆節，機上大多數乘客即為返鄉的人流。一般是十三日前扫墓，十三日接先人鬼魂，十六日送。日本人在此節日會準備一種名為「精靈馬」（精霊馬）的供品，象徵迎接及恭送祖先。
日本此時也有送盂蘭礼物的习惯，各地方都會舉行盂蘭盆會，會上眾人聚集，跳一種名曰「盆踊」的舞蹈，專注於手部動作。

## 外部連結
- コラム「お盆」 - 神社本庁
- Japanese Bon Odori Dance Video （页面存档备份，存于）
- Japanese Bon Odori Dance Video #2 （页面存档备份，存于）
- Japanese-City.com - Annual Japanese Obon Festival & Bon Odori Practice Schedule （页面存档备份，存于）
- Bon Dance: Description of various Bon Dance styles and resources.
- Photo Gallery of Bon Odori 2007 in Penang, Malaysia （页面存档备份，存于）
- El Bon Odori de La Plata en Argentina （页面存档备份，存于）